# Proterorhinus
Proterorhinus – rodzaj ryb z rodziny babkowatych.

## Klasyfikacja
Gatunki zaliczane do tego rodzaju:

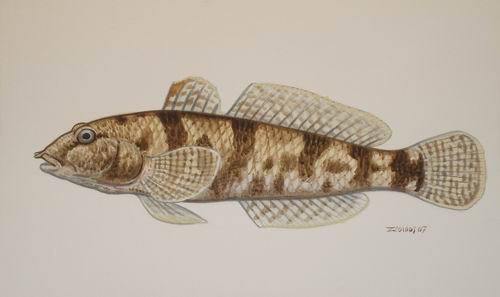
Proterorhinus marmoratus - babka marmurkowata
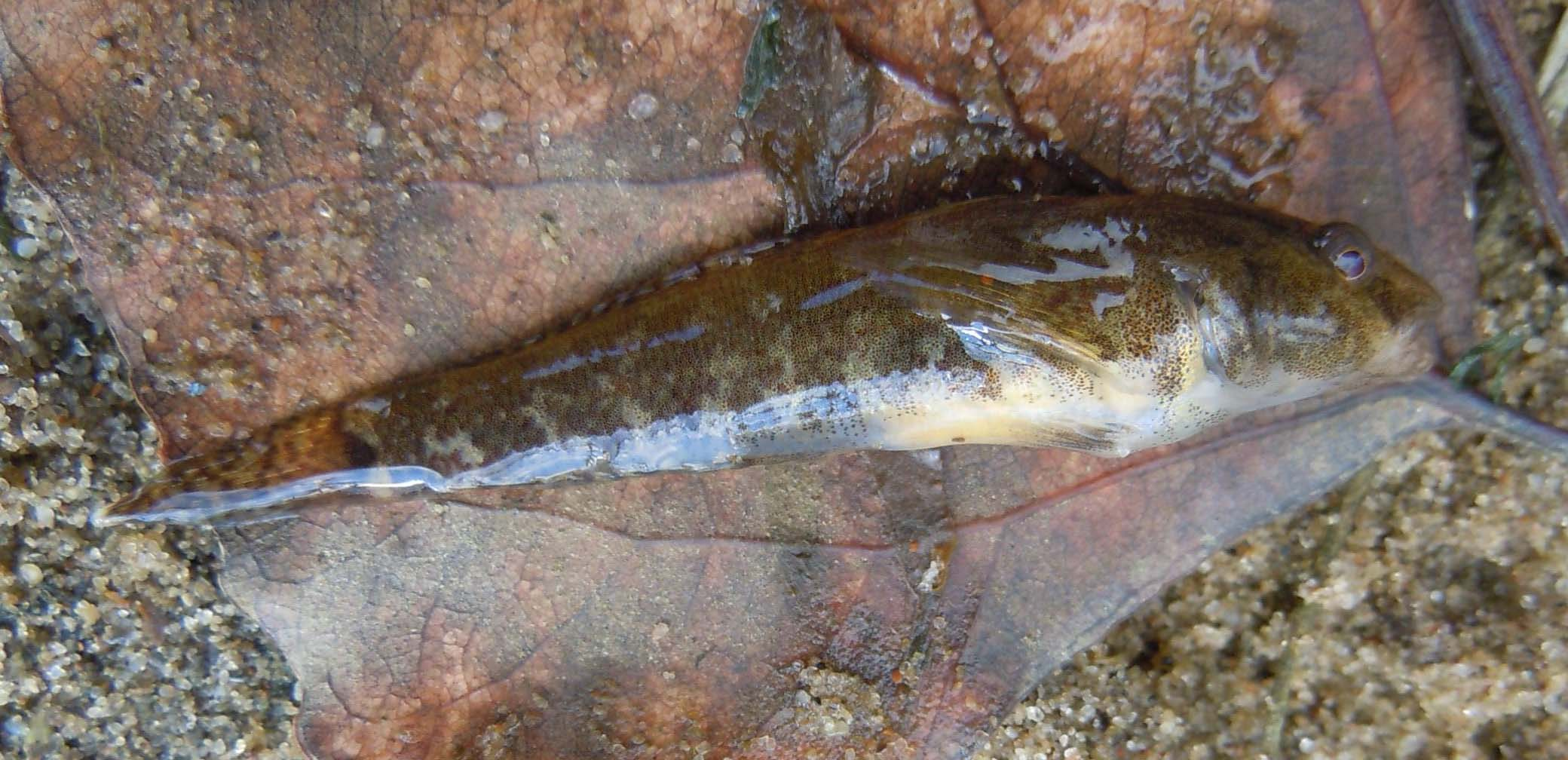
Proterorhinus nasalis
- Proterorhinus semilunaris
- Proterorhinus semipellucidus
- Proterorhinus tataricus

- Proterorhinus semilunaris
- Proterorhinus semipellucidus